# Kijima Tetsuya
Tetsuya Kijima (木島 徹也, sinh ngày 20 tháng 8 năm 1983) là một cầu thủ bóng đá người Nhật Bản thi đấu cho Kamatamare Sanuki.

## Sự nghiệp
Anh trai của anh Ryosuke cũng là một cầu thủ bóng đá.

## Thống kê câu lạc bộ
Cập nhật đến ngày 23 tháng 2 năm 2018.
| Thành tích câu lạc bộ | Thành tích câu lạc bộ   | Thành tích câu lạc bộ | Giải vô địch | Giải vô địch | Cúp                   | Cúp                   | Tổng cộng | Tổng cộng |
| Mùa giải              | Câu lạc bộ              | Giải vô địch          | Số trận      | Bàn thắng    | Số trận               | Bàn thắng             | Số trận   | Bàn thắng |
| Nhật Bản              | Nhật Bản                | Nhật Bản              | Giải vô địch | Giải vô địch | Cúp Hoàng đế Nhật Bản | Cúp Hoàng đế Nhật Bản | Tổng cộng | Tổng cộng |
| --------------------- | ----------------------- | --------------------- | ------------ | ------------ | --------------------- | --------------------- | --------- | --------- |
| 2002                  | Sagawa Express Tokyo SC | JFL                   | 0            | 0            | –                     | –                     | 0         | 0         |
| 2003                  | Okinawa Kariyushi       | JRL (Kyushu)          | 0            | 0            | 0                     | 0                     | 0         | 0         |
| 2005                  | TDK                     | JRL (Tohoku, Div. 1)  | 9            | 1            | 0                     | 0                     | 9         | 1         |
| 2006                  | Okinawa Kariyushi       | JRL (Kyushu)          | 11           | 3            | –                     | –                     | 11        | 3         |
| 2006                  | FC Gifu                 | JRL (Tokai)           | –            | –            | –                     | –                     | 0         | 0         |
| 2007                  | FC Gifu                 | JFL                   | 12           | 0            | 1                     | 0                     | 13        | 0         |
| 2008                  | MIO Biwako Kusatsu      | JFL                   | 13           | 3            | 0                     | 0                     | 13        | 3         |
| 2009                  | Okinawa Kariyushi       | JRL (Kyushu)          | 2            | 0            | 2                     | 1                     | 4         | 1         |
| 2010                  | Matsumoto Yamaga        | JFL                   | 29           | 7            | 2                     | 1                     | 31        | 8         |
| 2011                  | Matsumoto Yamaga        | JFL                   | 25           | 19           | 2                     | 0                     | 27        | 19        |
| 2012                  | Matsumoto Yamaga        | J2 League             | 23           | 2            | 0                     | 0                     | 23        | 2         |
| 2013                  | Machida Zelvia          | JFL                   | 20           | 2            | –                     | –                     | 20        | 2         |
| 2014                  | Machida Zelvia          | J3 League             | 30           | 5            | –                     | –                     | 30        | 5         |
| 2015                  | Kamatamare Sanuki       | J2 League             | 12           | 0            | 1                     | 0                     | 13        | 0         |
| 2016                  | Kamatamare Sanuki       | J2 League             | 35           | 10           | 0                     | 0                     | 35        | 10        |
| 2017                  | Kamatamare Sanuki       | J2 League             | 33           | 6            | 0                     | 0                     | 33        | 6         |
| Tổng                  | Tổng                    | Tổng                  | 254          | 58           | 8                     | 2                     | 262       | 60        |